# Csányi Mátyás (zeneszerző)
Csányi Mátyás (Szeged, 1884. december 6. – Arad, 1962. március 6.) magyar zeneszerző, karmester. Csányi Piroska apja.

## Életpályája
Tanulmányait Szegeden, Budapesten és Bécsben végezte. Hosszabb időn át karmesterként tevékenykedett Aradon és különböző színtársulatoknál, a szegedi színtársulatnál is. Cikkeit az Aradi Közlöny publikálta. Operát, operettet, revü-operettet, oratóriumot szerzett. Munkái: Clodius operett, Péter abbé  (kétfelvonásos opera, saját szövegre, Zola Róma c. regénye nyomán; 1910-ben mutatták be Aradon, 1911-1919 közt Szegedi Nemzeti Színházban is játszották); Énekek éneke c. oratórium (1919); Masa c. operett, Aradon mutatták be 1923-ban, társszerzője Galetta Ferenc); Szerelem rózsája  (revü-operett, 1923); Énekek éneke bibliai oratórium, Lőw Immánuel szövegével (Szeged, 1929). Az aranyember opera szövegét Jókai Mór nyomán Csányi Mátyás írta (1934).
1937-ben a Goga-kormány kiutasította Aradról, családjával visszaköltözött szülővárosába, Szegedre.